# Empis caudatula
Empis caudatula là một loài ruồi, trong họ Empididae. Nó được tìm thấy ở miền trung and miền bắc Europe.

## Hình ảnh

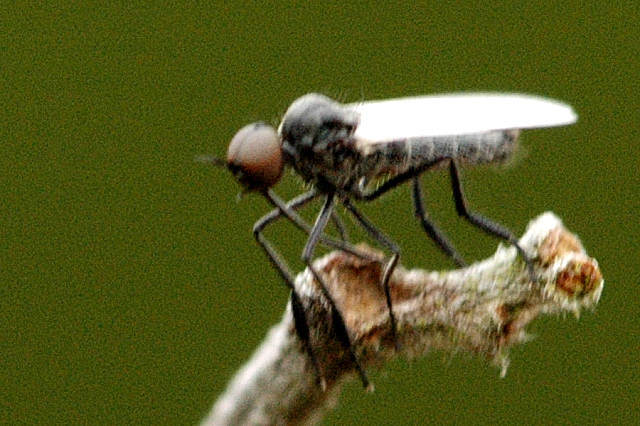
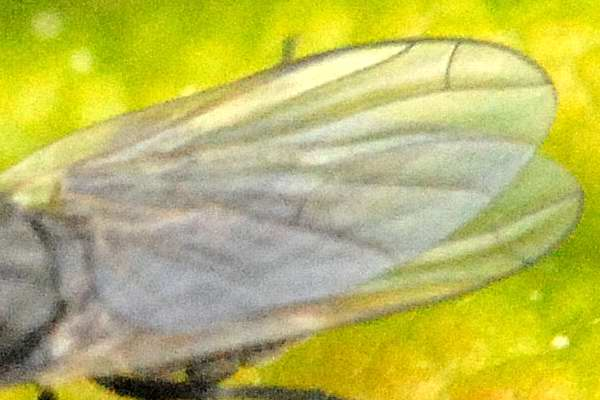